# Andrea Moranty
Andrea Moranty (Las Palmas de Gran Canaria, 8 febbraio 1973) è un ex attore pornografico spagnolo.

## Biografia
Di padre italiano e madre francese, si trasferisce con la famiglia in Senegal all'età di cinque anni. Terminato il servizio militare, vive in diverse città europee e intraprende i più disparati lavori, come panettiere, manovale, imbianchino e spogliarellista. Passerà a interpretare ruoli in numerosi film hard, spesso accanto a Nacho Vidal, Ramón Nomar, Angel Dark. Ha attualmente una relazione con la pornostar Terri Summers. È impegnato oltre che come interprete, pure nella regia (Ibiza Fever, 2006) e nelle produzioni per Internet. Ha ottenuto diversi premi in Spagna, Polonia, Repubblica Ceca, come migliore interprete e, in Germania, come autore di colonne sonore per film hard.
Come interprete è apparso in 168 film; le sue ultime interpretazioni risalgono al 2009.

## Filmografia

### Come attore
- Feticismo 2 (2001)
- Infoscopate - Linee Perverse (2001)
- Killer Pussy 10 (2001)
- Killer Pussy 9 (2001)
- Mafia Odio e Sesso (2001)
- Marquises de Sade (2001)
- Maschera della Perversione (2001)
- Nacho Vidal's Blowjob Impossible 3 (2001)
- Nacho: Latin Psycho 1 (2001)
- Sex Meat (2001)
- Storia del Sesso (2001)
- 2 on 1 13 (2002)
- 24 Heures du Gland (2002)
- Anal Czech Up (2002)
- Christoph's Beautiful Girls 5 (2002)
- Donna d'Onore (2002)
- Junge Arsche (2002)
- Junge Debutantinnen 20: Arschfick zum Dessert (2002)
- Junge Debutantinnen 21: Wonne Proppen (2002)
- Just Warming Up (2002)
- Killer Pussy 11 (2002)
- Killer Pussy 12 (2002)
- Lustful Mind (2002)
- Mind Trip (2002)
- Misty Rain's Worldwide Sex 8: Party In Prague 2 (2002)
- Misty Rain's Worldwide Sex 9: European Sex Trip (2002)
- Nacho: Latin Psycho 2 (2002)
- Passport To Prague 1 (2002)
- Porno Debuttanti 1 (2002)
- Porno Debuttanti 2 (2002)
- Private Reality 12: Dangerous Girls (2002)
- Private Reality 8: Summer Love (2002)
- Rocco's Initiations 4 (2002)
- Rocco's True Anal Stories 17 (2002)
- Seduction (2002)
- Serial Fucker 5 (2002)
- Sexx the Hard Way 3 (2002)
- Sexx the Hard Way 4 (2002)
- Sexx the Hard Way 5 (2002)
- Sexx the Hard Way 6 (2002)
- Sexx the Hard Way 7 (2002)
- Sexx the Hard Way 8 (2002)
- Sweet Cheeks 2 (2002)
- Top Model 3 (2002)
- Two In The Seat 1 (2002)
- Un-natural Sex 8 (2002)
- Anal Hazard 2 (2003)
- Crazy Bullets (2003)
- Darx (2003)
- Enjoy 4 (2003)
- Ibiza Undressed 1 (2003)
- Ibiza Undressed 2 (2003)
- Island Fever (2003)
- Pirate Fetish Machine 12: The Fetish Garden (2003)
- Private Cafe 1 (2003)
- Private Reality 18: Double Hole (2003)
- Private Reality 20: Forbidden Games (2003)
- Private Reality 22: Insatiable Sex Dolls (2003)
- Serial Fucker 1 (2003)
- Sexville (2003)
- Trust (2003)
- Una Settimana d'Amore (2003)
- Young White Pussy 1 (2003)
- 110% Natural 8 (2004)
- Control 1 (2004)
- Cum Beggars 1 (2004)
- Desiderio (2004)
- First Class Euro Sluts 3 (2004)
- First Class Euro Sluts 4 (2004)
- Hot Rats (2004)
- New Girls 2 (2004)
- Priscila's Peep Show Fantasy (2004)
- Private Life of Jane Darling (2004)
- Private Life of Mercedes (2004)
- Private Life of Stacy Silver (2004)
- Private Reality 24: Sex Addicts (2004)
- Private Reality 26: Wet 'n Horny Bitches (2004)
- Private XXX 17: Sex Kittens (2004)
- Private XXX 18: Wet Dreams (2004)
- Private XXX 19: Chain Reaction (2004)
- Sex Angels 1 (2004)
- Sodomy Sessions (2004)
- Toxic (2004)
- Wrestle With The Devil (2004)
- Artcore (2005)
- Ass Cream Pies 7 (2005)
- Ass Feast 2 (2005)
- Bacchanales (2005)
- Best by Private: Ass to Mouth (2005)
- Chateau 2 (2005)
- China Syndrome 2 (2005)
- Crack Addict 3 (2005)
- Deeper In My Ass 1 (2005)
- Demutigung (2005)
- Dress-up Dolls (2005)
- Gangbang Auditions 17 (2005)
- Goo 4 Two 1 (2005)
- Hellfire Sex 2 (2005)
- Hustler Centerfolds 4 (2005)
- I'll Do Anything For You 4 (2005)
- I'm A Big Girl Now 3 (2005)
- Jack's My First Porn 2 (2005)
- Lick Me Stick Me 1 (2005)
- Mind Trips (2005)
- Motel Freaks (2005)
- Mouth 2 Mouth 2 (2005)
- Nasty Dreams (2005)
- Nice But Nasty (2005)
- Pigtail Sluts (2005)
- Pirate Fetish Machine 19: Enjoy the Abyss (2005)
- Pirate Fetish Machine 22: 1-800-Fetish (2005)
- Priscila Vices And Prostitution (2005)
- Private Diamonds (2005)
- Private Story Of Lucy Lee (2005)
- Private Story Of Lucy Love (2005)
- Private XXX 20: Angels of Sin (2005)
- Private XXX 21: Inside Sex, Sex Inside (2005)
- Private XXX 22: Stop In The Name Of Sex (2005)
- Private XXX 24: XXX Passion (2005)
- Private XXX 25: Wanna Fuck (2005)
- Private XXX 26: Good Things Cum In 3's (2005)
- Private XXX 27: Open Legs Open Minds (2005)
- Rocco: Animal Trainer 19 (2005)
- Screw My Husband Please 6 (2005)
- Seducing Naked Young Girls (2005)
- Service Animals 19 (2005)
- Sex and Revenge 1 (2005)
- Sex and Revenge 2 (2005)
- Sperm Swappers 1 (2005)
- Spring Chickens 11 (2005)
- Spring Chickens 12 (2005)
- Take Two (2005)
- Teach Me How To Fuck 2 (2005)
- Teenage Anal Princess 4 (2005)
- Teens With Tits 4 (2005)
- Teens With Tits 5 (2005)
- Tits And Ass 8 (2005)
- Un-natural Sex 14 (2005)
- Un-natural Sex 15 (2005)
- Who Fucked Rocco (2005)
- XXX Rays (2005)
- Young Pink 8 (2005)
- Your Ass is Mine 1 (2005)
- Asians 3 (2006)
- Cafe Diablo (2006)
- Eloge de la Chair (2006)
- Fetish 2 (2006)
- I Love Asians 2 (2006)
- Ibiza Fever (2006)
- Initiations 17 (2006)
- Latin Cumsuckers (2006)
- Private Sports 7: Snow Angels (2006)
- Private Xtreme 29: Gonzo Style (2006)
- Private XXX 31: Hot Beavers (2006)
- Private XXX 33: Some Fuck It Hot (2006)
- Sex Angels 2 (2006)
- Sextasis (2006)
- Spread Eagle 2 (2006)
- Women of Color 10 (2006)
- Decadent 3-Ways 1 (2007)
- Double Filled 1 (2007)
- Double Fucked 2 (2007)
- Private Life of Angel Dark (2007)
- Private Poker (2007)
- Private XXX 36: Fuck Me Wild (2007)
- Quad Desert Anal Fury (2007)
- Weekend a Ibiza (2007)
- Barcelona in Love (2008)
- Barcelona Sex Secrets (2008)
- Big Natural Breasts 11 (2008)
- Hustler's Honeys (2008)
- It's Too Big 3 (2008)
- Mad Sex Party: Grand Opening and Poolgirls (2008)
- My Sex Space (2008)
- Private Gold 100: Pornolympics: the Anal Games (2008)
- Private Life of Liliane Tiger (2008)
- Private XXX 40: Dirty Sluts Fucking Hard (2008)
- Roma 1 (2008)
- Roma 2 (2008)
- Roma 3 (2008)
- Teen Cuisine Too (2008)
- Baise eternelle (2009)
- Busty Beauties: Jawbreakers (2009)
- Mad Sex Party: Orgy Island (2009)
- More Than An Ass Full (2009)
- Porn Tour 1 (2009)
- We DP The Babysitter (2009)
- Woodman Casting X 72 (2009)
- Depanne tout ou presque tout (2010)
- Anally Fucked (2011)
- Ultimate French Girls 3 (2011)

### Come regista
- Ibiza Fever (2006)